# پیشرانه موتورسیکلت

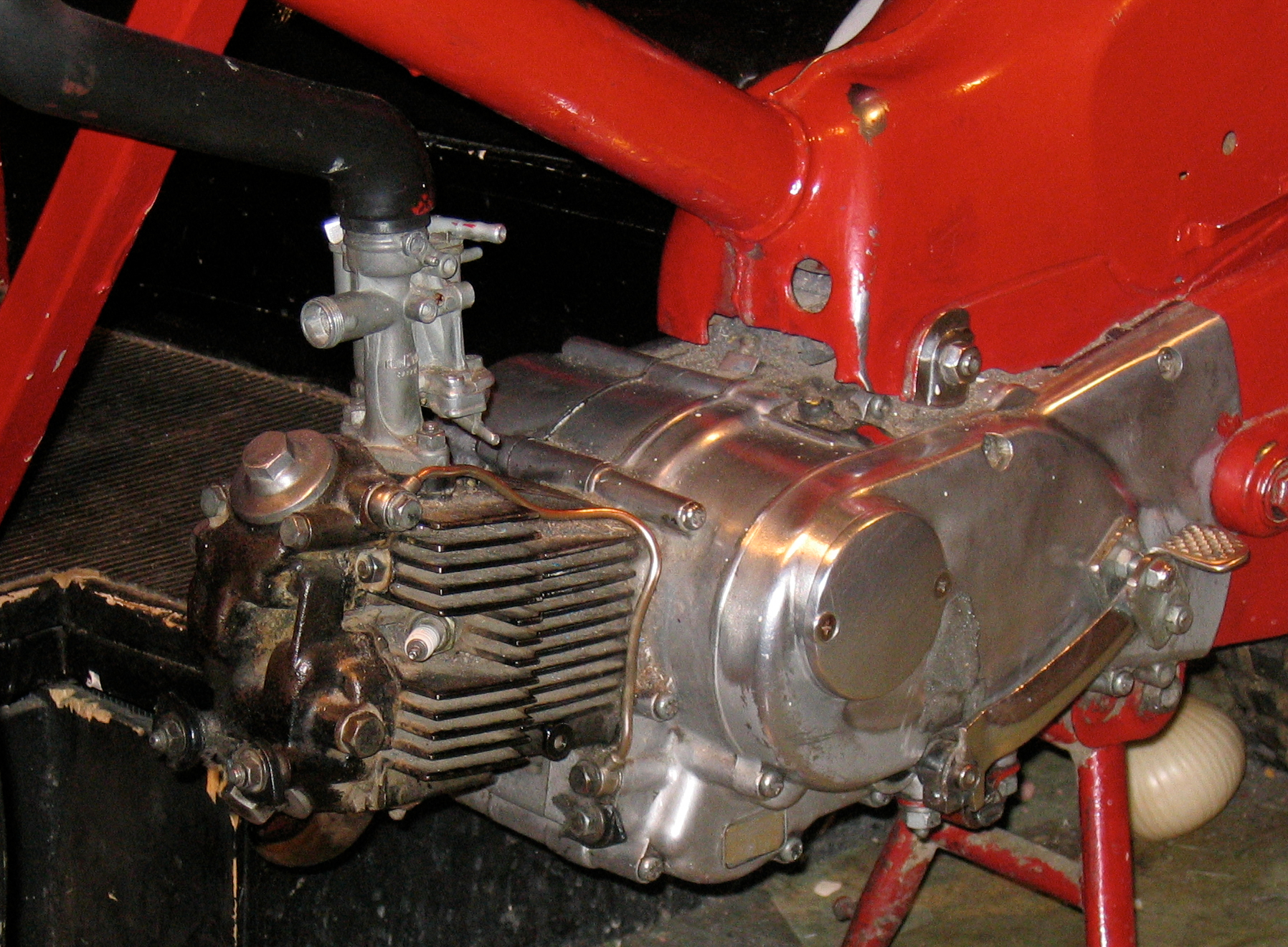
یک پیشرانه هوندا Super Cub. محبوب‌ترین موتورسیکلت در تاریخ، با بیش از ۱۰۰ میلیون موتورسیکلت تولیدشده.

پیشرانه موتورسیکلت، پیشرانه‌ای است که نیروی موتورسیکلت را تأمین می‌کند. موتورهای موتورسیکلت معمولاً موتورهای دو زمانه یا چهار زمانه درون‌سوز هستند، اما گونه‌های دیگر موتورها مانند وانکل و موتورهای الکتریکی نیز به‌کار گرفته شده‌اند.

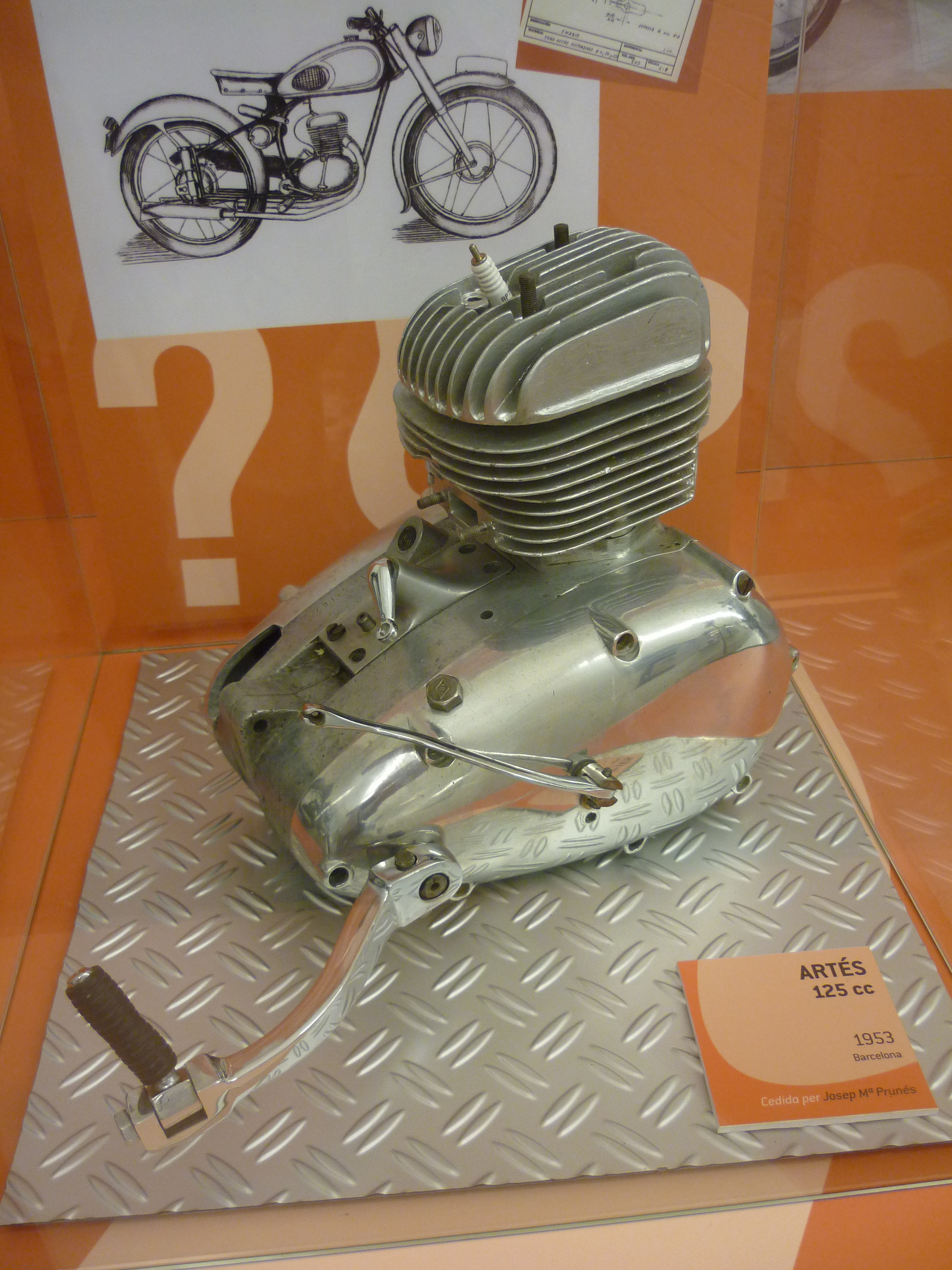
یک پیش‌‌نمونه پیشرانه ۱۲۵cc تک‌سیلندر در سال ۱۹۵۳

اگرچه برخی موتورسیکلت‌های گازی، مانند VéloSoleX، دارای انتقال نیرو به لاستیک جلو بودند، اما پیشران موتورسیکلت به‌طور معمول چرخ پشت را هدایت می‌کند و نیرو توسط تسمه، زنجیر یا شفت به چرخ رانده می‌شود. از نظر تاریخی، حدود ۲۰۰۰ دستگاه از Megola میان سال‌های ۱۹۲۱ و ۱۹۲۵ با دیفرانسیل جلو تولید می‌شد و Rokon مدرن، یک موتورسیکلت همه‌جارو با هر چهار چرخ متحرک، از سال ۱۹۶۰ تولید می‌شود.